# August von Steinberg-Skirbs

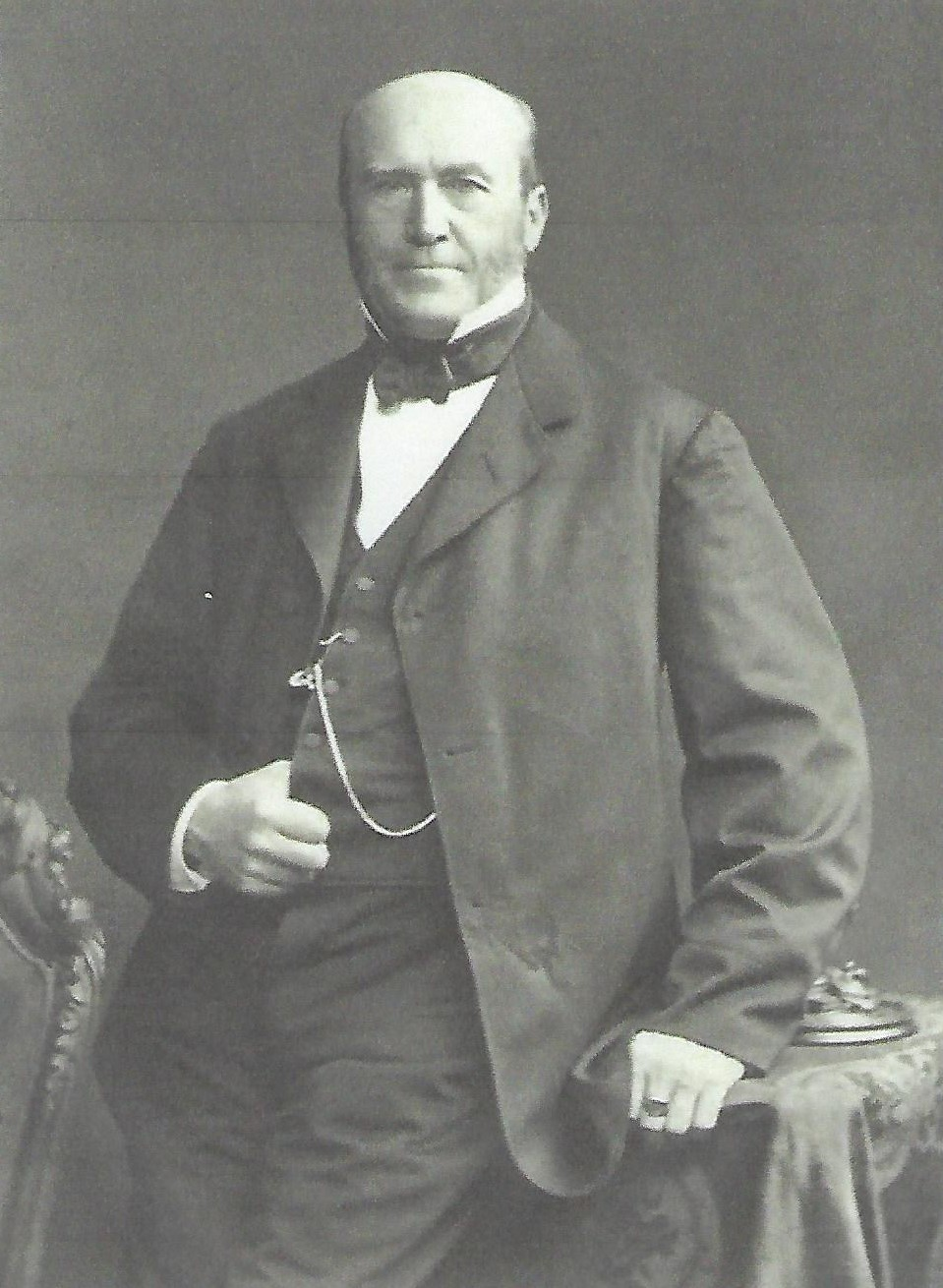
August von Steinberg-Skirbs

August Friedrich Adolph von Steinberg-Skirbs (* 5. März 1816 in Heinrichswalde, Ostpreußen; † 11. April 1888 in Königsberg i. Pr.) war ein deutscher Marinearzt. Er erlebte 1848 die Bemühungen um die staatliche Einigung Deutschlands und im Zusammenhang mit deren Scheitern die Gründung der Preußischen Marine. Er diente in der Preußischen Marine, der Marine des Norddeutschen Bundes und der Kaiserlichen Marine.

## Leben
Als Sohn eines Pfarrers besuchte Steinberg in Preußisch Litauen die Königliche Litthauische Provinzialschule. Nach dem Abitur begann er an der Albertus-Universität Königsberg Medizin zu studieren. Durch den frühen Tod seines Vaters in finanzieller Bedrängnis, wechselte er an das Medicinisch-chirurgische Friedrich-Wilhelms-Institut. 1840 bestand er das Staatsexamen. Schon die Doktorarbeit ließ seine Neigung zur Augenheilkunde erkennen. Seine ärztliche Laufbahn begann an der Charité. Bei der Preußischen Armee war er eine Zeitlang im Raum Mainz stationiert. In einem Speziallazarett betreute er von November 1842 bis August 1843 alle Augenkranken der dort garnisonierten Regimenter. 1844 veröffentlichte er seine Erfahrungen und Erkenntnisse. 1845–1848 war er Kompaniechirurg beim 1. Garde-Regiment zu Fuß. Im April 1845 erhielt er eine Kommandierung auf die Amazone.
Auf Wunsch von Friedrich Wilhelm IV. trat Steinberg zur Preußischen Marine über. Als Schiffsarzt von Preußischer Adler erlebte er am 27. Juni 1849 das Gefecht vor Brüsterort. Sein Dienstposten befand sich zunächst bei der Küstenflottille der Ostsee in Swinemünde, dann beim Marine-Stationskommando in Danzig und schließlich beim Oberkommando der Marine in Berlin als „Dezernent für das Sanitäts- und Medizinalwesen“. Er wurde 1859 zum Generalarzt der Marine ernannt, zunächst als Korvettenkapitän. 1860 wurde er Vortragender Rat und Dezernent für das Sanitätswesen im Marineministerium und zugleich beim Oberkommando der Marine. Generalarzt der Marine I. Klasse wurde er 1869. Im Rang eines Obersts war er damit den Korps-Generalärzten gleichgestellt; er blieb aber dem Generalstabsarzt der Preußischen Armee nachgeordnet. Den Deutsch-Französischen Krieg erlebte er als General-Lazarett-Direktor für alle Berliner Lazarette. Er hielt Preußens Hauptstadt als Standort für besonders geeignet: „Sein Areal ist im Allgemeinen sandig und darum gesund, die Ärzte sind zahlreich und intelligent, die Bürger reich und patriotisch.“ Über 19 Jahre, vom 12. Dezember 1856 bis zum 23. November 1875 war er als Generalarzt Chef von drei Marinesanitätsdiensten.
Steinberg wurde am 1. Jahrestag der Deutschen Reichsgründung von Wilhelm I. als König von Preußen nobilitiert. Ab 1872 saß er im Vorstand vom Preußischen Zentralkomitee der Vereine vom Roten Kreuz. Am 23. November 1875 nahm er seinen Abschied. Im 13-jährigem Ruhestand widmete er sich der Arbeit für das Deutsche Rotes Kreuz und der Alters- und Invalidenversorgung. Zu ihrer Verwirklichung schlug er 1884 den Beginn der Altersrente mit 56 Jahren vor. Arbeitnehmer und Arbeitgeber sollten sich gleichwertig beteiligen. Im Dreikaiserjahr starb von Steinberg-Skirbs mit 76 Jahren in der Ziegelstraße 14 (beim Elisabeth-Krankenhaus) in Sackheim. Beerdigt wurde er auf Königsbergs Altem Militärfriedhof vor dem Königstor. Seine Aufzeichnungen gingen auf der Flucht und Vertreibung Deutscher aus Mittel- und Osteuropa 1945–1950 verloren.
Steinbergs Ehefrau Caroline starb 1867 im Kindbettfieber. Drei Jahre später fiel der einzige Sohn mit 18 Jahren als Fähnrich in der Schlacht von Le Bourget.

## Verdienste
Nach eigenen Erfahrungen in den ersten Dienstjahren erreichte Steinberg eine bedeutende Besserstellung der Marineärzte in Gehalt und Altersversorgung. Die Veröffentlichungen zwischen 1858 und 1872 zeigen ein „riesiges Aufgabengebiet“ und die Art seiner Bewältigung. Er studierte und nutzte die Erfahrungen der Royal Navy, der Koninklijke Marine, der United States Navy und der französischen Marine. Schon 1858 legte er im Archiv der deutschen Medicinalgesetzgebung und öffentlichen Gesundheitspflege in Einzelheiten dar, wie Schiffslazarette eingerichtet sein sollten. Für die Preußische Marine legte er in einem Erlass fest, dass sie für 3 % der Besatzungsstärke im vordersten Raum des Zwischendecks vorzusehen waren. Unabhängig von der Besatzungsstärke war jedes in See gehende Schiff mit einem Arzt zu besetzen. Für 100–200 Mann hielt er zwei, für 600–900 Mann vier Ärzte für nötig. Er begründete das mit den besonders harten Lebensbedingungen an Bord und der Notwendigkeit, Medikamente selbst zu dispensieren. In Hinblick auf gesundheitspolizeiliche Aufgaben forderte Steinberg für die größeren Schiffe einen Oberstabsarzt, der die Prüfung als Amtsarzt abgelegt hatte. Bemerkenswert sind seine Überlegungen zu den Klimabelastungen der Schiffsbesatzungen in den Tropen. Ein Aufenthalt von mehr als sechs Monaten in den Deutschen Kolonien sollte auf die Pension besonders angerechnet werden. Er kannte die Arbeit des französischen Marinehygienikers Jean-Baptiste Fonssagrives.

## Veröffentlichungen
- Beiträge zur Keratoplastik nach operativen Versuchen an Thieren. Mainz 1843.
- Fragmente zur Ophthalmiatrik. Mainz 1844.
- Über den Etat der Marineärzte. Preußische Militärärztliche Zeitung, 1860.[A 6]
- Die Kriegslazarethe und Baracken von Berlin nebst einem Vorschlage zur Reform des Hospitalwesens. Berlin 1872.
- Die Alters- und Invaliden-Versicherung Vorschläge zu ihrer Verwirklichung. Berlin 1884.